# Joe Heathcote
Joseph Heathcote (sinh tháng 1 năm 1878) là một cầu thủ bóng đá người Anh. Ông thường thi đấu ở vị trí tiền đạo. Ông sinh ra ở Ardwick, Manchester. Ông thi đấu cho Berry's Association và Manchester United.